# Rolf Wagner (General)
Rolf Wagner (* 23. Juni 1959 in Erbach) ist ein deutscher Brigadegeneral a. D. des Heeres der Bundeswehr. Seit Oktober 2022 ist er als Deutscher Stellvertretender Direktor am George C. Marshall European Center for Security Studies tätig.

## Militärische Laufbahn
Rolf Wagner trat 1978 beim Panzerartilleriebataillon 145 in Niederlahnstein in die Bundeswehr ein. Er absolvierte die Ausbildung zum Offizier der Artillerietruppe an der Offizierschule des Heeres in Hannover und der Artillerieschule in Idar-Oberstein. Von 1979 bis 1983 studierte er Geodäsie (Vermessungswesen) an der Universität der Bundeswehr München. Von 1983 bis 1986 war er als Batterieoffizier in Wentorf beim Panzerartilleriebataillon 165 eingesetzt. Von 1986 bis 1989 wurde er Batteriechef in Hamburg beim 2. Panzerartilleriebataillon 75. Danach folgte eine Verwendung als S2-Offizier in Buxtehude im Stab der 3. Panzerdivision, bevor er am 34. Generalstabslehrgang des Heeres an der Führungsakademie der Bundeswehr in Hamburg teilnahm. Als Leiter der Abteilung G4 (logistische Unterstützung) wurde er daraufhin nach Munster in den Stab der Panzerlehrbrigade 9 versetzt. 1995 bis 1996 nahm er an der amerikanischen Generalstabsausbildung, Command and General Staff College in Fort Leavenworth, USA, teil. 1996 bis 1998 war er im Planungsstab des Bundesministers der Verteidigung im Bundesministerium der Verteidigung (BMVg) in Bonn eingesetzt, bevor er als Kommandeur das Panzerartilleriebataillon 405 in Dabel übernahm. Im Anschluss ging er erneut nach Hamburg an die Führungsakademie der Bundeswehr, als Dozent und Tutor im nationalen Generalstabslehrgang.
Von 2003 bis 2004 war er als Fellow an der School of Advanced Military Studies in Fort Leavenworth, USA, eingesetzt. Von 2004 bis 2007 war er Abteilungsleiter G3 im Multinationalem Korps Nord-Ost, Stettin, Polen bevor er Abteilungsleiter Zentralabteilung in Ulm, Kommando Operative Führung Eingreifkräfte wurde. Seine nächste Versetzung führte ihn als Abteilungsleiter ins Allied Joint Force Command, Brunssum, bevor er als Fachbereichsleiter Heer und Beauftragter Inspekteur Heer nach Hamburg an die Führungsakademie zurückkehrte. Von Juli 2015 bis September 2018 war er, unter gleichzeitiger Beförderung zum Brigadegeneral, stellvertretender Chef des Stabes Unterstützung beim Multinationalem Korps Nord-Ost. Von September 2018 bis September 2022 war BG Wagner der Director Plans & Policy beim NATO Defense College in Rom; anschließend wurde er in den Ruhestand versetzt.
Seit Oktober 2022 ist er als Deutscher Stellvertretender Direktor am George C. Marshall European Center for Security Studies tätig.

### Auslandseinsätze
- Oktober 1998 bis März 1999 SFOR Special Assistant of the Political Advisor to COMSFOR, Sarajewo, Bosnien und Herzegowina
- Januar bis August 2007 ISAF Chief Coordinator, Policy Action Group, HQ ISAF, Kabul, Afghanistan

## Privates
Wagner ist verheiratet und hat drei Kinder.